# Claude Bosc
Claude Bosc (né en 1642 et mort le 15 mai 1715 à Paris) est un « conseiller du Roi en ses conseils, procureur en sa cour ». 
Il habitait la paroisse de Saint-Louis à Paris.

## Biographie
Claude Bosc est le fils de Claude Bosc du Bois, qui avait acquis, dès avant 1654, des terres à Ivry.
Le 28 août 1680, il achète à Philippe de Loynes la seigneurie d'Ivry.
En 1692, il est nommé, par le roi de France, prévôt des marchands de Paris, succédant à Henri de Fourcy, dans cette charge biennale qu'il conserve jusqu'en 1700.
Entre 1690 et 1692, il fait bâtir, à Ivry, un château (dans l'espace compris entre les actuelles rues Voltaire, Jules-Coutant, du grand-Gord et de la rue de Paris). Ce château est revendu par son fils Jean-Baptiste en 1719.
Il épouse Catherine Marie Jacques de Vitry. De leur union naissent cinq enfants: Jean-Baptiste, seigneur d'Ivry, procureur général de la cour des aides (1715); Charles Philippe Louis chevalier (1715), Claude Joseph Bosc chevalier (1715);  Marie Thérèse qui épouse Charles François Renouard, conseiller au parlement; et Catherine mariée en 1700 à Pierre Nigot de Saint-Sauveur, président à la chambre des comptes.  
Il meurt à l'âge de 73 ans et 5 mois et son corps est enterré le 17 mai dans la cave de sa chapelle dans l'église Saint-Louis en l'ïle ; son cœur est inhumé le 18 dans la chapelle Saint-Frambourg de son château d'Ivry, en présence de ses trois fils et deux gendres.